# Elena Koyšová
Elena Koyšová (22. prosince 1911 Ladce – 20. června 1977 Ilava ) byla slovenská a československá politička Komunistické strany Slovenska a poúnorová poslankyně Národního shromáždění ČSR.
Narodila se Floriánu a Kataríně Minárikovým v Ladcích. Florián Minárik (původem Minařík z Kunovic u Uherského Brodu, nechal si poslovenštit příjmení) přesídlil do Ladců v okrese Ilava, kde se seznámil se svou ženou Katarínou, pracovali u baronky na zámečku. Měli spolu syna a dceru. Florián Minárik byl také vojákem v 1.sv. válce, vrátil se živ, ale na konci války jej zastřeli na udání Maďaři před celou vesnicí pro výstrahu, jelikož tajně chodil pro petrolej a rozdával jej spoluobčanům, kteří si neměli čím svítit, protože Maďaři petrolej zabavili. Katarína sama vychovala své dvě děti.
Elena Koyšová byla mmj. členkou ochotnického divadla, předsedkyní místního JZD a poté tajemnicí místního národního výboru, do lidového muzea darovala kroj a jiné rodinné předměty, pokládala základní kámen k nové ZŠ v Ladcích.
Jejím manželem byl Pavol Koyš st., který pracoval v ladčanské cementárně a nějakou dobu působil jako náčelník hasičského sboru. Měli spolu dvě děti Annu (provdaná Lišková, poté Kleinbauerová) a Pavla Koyše ml., básníka a bývalého ministra kultury na Slovensku (1988-1989).

## Biografie
Po volbách roku 1948 byla zvolena do Národního shromáždění za KSČ ve volebním kraji Trenčín. Mandát nabyla až dodatečně v říjnu 1951 jako náhradnice poté, co rezignoval poslanec Ladislav Holdoš. V parlamentu zasedala až do konce funkčního období, tedy do voleb v roce 1954.
V letech 1955, 1957, 1958 a 1962 se uvádí jako členka Ústředního výboru Komunistické strany Slovenska. Angažovala se v ženském hnutí (Slovenský svaz žen). V roce 1950 iniciovala založení JZD v rodných Ladcích a pak delší dobu působila jako jeho předsedkyně. Od roku 1974 byla tajemnicí tamního MNV. Jejím synem byl slovenský básník Pavol Koyš (1932– 1993).